# Fontanes (Aude)
Fontanes (en francès Fontanès-de-Sault) és un municipi francès situat al departament de l'Aude i a la regió d'Occitània.